# Budenheimer Volksbank
Die Budenheimer Volksbank eG ist eine Genossenschaftsbank mit Sitz in der rheinland-pfälzischen Gemeinde Budenheim im Landkreis Mainz-Bingen.

## Geschichte
Die heutige Budenheimer Volksbank eG wurde am 18. Juni 1892 gegründet und hat sich bis heute ihre Eigenständigkeit bewahrt.

## Rechtsverhältnisse
Die Budenheimer Volksbank eG ist im Genossenschaftsregister beim Amtsgericht Mainz unter GnR 219 eingetragen.

## Organisationsstruktur
Rechtsgrundlagen sind das Genossenschaftsgesetz und die durch die Generalversammlung beschlossene Satzung. Organe der Bank sind der Vorstand, der Aufsichtsrat und die Generalversammlung.

## Sicherungseinrichtung
Die Budenheimer Volksbank eG ist der amtlich anerkannten Sicherungseinrichtung des Bundesverbandes der Deutschen Volksbanken und Raiffeisenbanken GmbH und der zusätzlichen freiwilligen Sicherungseinrichtung des Bundesverbandes der Deutschen Volksbanken und Raiffeisenbanken e.V. angeschlossen.

## Geschäftsausrichtung
Die Budenheimer Volksbank eG betreibt das Universalbankgeschäft. Im Verbundgeschäft arbeitet sie mit der DZ Bank, R+V Versicherung, Bausparkasse Schwäbisch Hall, Teambank, VR Leasing,  DZ Hyp und der Union Investment zusammen.

## Geschäftsgebiet
Das Geschäftsgebiet liegt im Nordosten des Landkreises Mainz-Bingen. 
Neben der Geschäftsstelle am Sitz der Bank werden keine weiteren Geschäftsstellen betrieben.